# Arturo Parisi
Pour les articles homonymes, voir Parisi.
Arturo Parisi (né le 13 septembre 1940 à San Mango Piemonte, province de Salerne, en Campanie) est une personnalité politique italienne, qui était le ministre de la Défense du gouvernement Romano Prodi II du 17 mai 2006 au 29 avril 2008.

## Biographie
Arturo Parisi est membre de la Margherita et donc, depuis sa création en 2007, du Parti démocrate.
Devenu membre des Democratici, composante du PD, il promeut le référendum abrogatif de 2012 en Italie.